# Pterophorus leptopsamma
Pterophorus leptopsamma is een vlinder uit de familie vedermotten (Pterophoridae). De wetenschappelijke naam van de soort is voor het eerst geldig gepubliceerd in 1925 door Edward Meyrick.